# Quadri
Quadri – miejscowość i gmina we Włoszech, w regionie Abruzja, w prowincji Chieti.
Według danych na rok 2004 gminę zamieszkiwały 942 osoby, 134,6 os./km².